# Ода (Билунги)
Вижте пояснителната страница за други личности с името Ода.
Ода Саксонска (на немски: Oda von Sachsen, Ode, † 15 март сл. 973) е първата съпруга на саксонския маркграф Херман Билунг. Като майка на херцогската линия на Билунгите тя е прародител на почти всички европейски кралски и княжески фамилии.

## Деца
Ода и Херман имат вероятно пет деца:
- Бернхард I (* 950; † 1011), херцог на Саксония (973 – 1011),

∞ Хилдегард, дъщеря на граф Хайнрих I Плешиви, граф на Щаде (929 – 976)
- Лиутгер (Лиудгер) († 26 февруари 1011), граф на Лезум и Вестфаленгау

∞ Емма от Лезум (* 975/980; † 3 декември 1038), дъщеря на Иммед IV от род Имединги и Адела от Хамаланд, Светия
- Матилда I (* 935/945; † 25 май 1008)

∞ 961 Балдуин III, граф на Фландрия († 1 януари 962)
∞ 963 Готфрид I Пленник († 3/4 април сл. 995) 963/982 граф на Вердюн (Вигерихиди)
- Суанхилда (Шванхилда) (* 945/955; † 28 ноември 1014)

∞ Титмар I (* 920; † 3 август сл. 979), 965 – 979 маркграф на Нордмарк, 976 – 979 маркграф на Майсен и Мерзебург
∞ пр. 1000 Екехард I (убит 30 април 1002), 987 маркграф на Майсен
- Имма, игуменка в Херфорд (973 – 1002)